# Höringen
Höringen là một đô thị thuộc thuộc huyện Donnersberg, Đức. Đô thị Höringen có diện tích 10,74 km², dân số thời điểm ngày 31 tháng 12 năm 2006 là 736 người.